# Médiation familiale en droit français
 (juin 2015).
Si vous disposez d'ouvrages ou d'articles de référence ou si vous connaissez des sites web de qualité traitant du thème abordé ici, merci de compléter l'article en donnant les références utiles à sa vérifiabilité et en les liant à la section « Notes et références ».
La médiation familiale a été définie par le Conseil national consultatif des Familles en 2002 : « La médiation familiale est un processus de construction ou de reconstruction du lien familial axé sur l’autonomie et la responsabilité des personnes concernées par des situations de rupture ou de séparation dans lequel un tiers impartial, indépendant, qualifié et sans pouvoir de décision – le médiateur familial – favorise, à travers l’organisation d’entretiens confidentiels, leur communication, la gestion de leur conflit dans le domaine familial. Elle est un processus du latin « pro cedere » (aller en avant) ».

## Historique
En France, la médiation existe depuis 1995 (Loi du 8 février 1995) comme une mesure de procédure judiciaire et figure avec l’expertise dans le Code de procédure civile. La médiation familiale est proposée dans la Loi sur l’exercice de l’autorité parentale de 2002 (Article 373-2-10 du Code civil et elle est évoquée de la même manière dans la procédure de divorce de 2004 appliquée depuis le 1er janvier 2005. (Articles 255 1 et 2 du Code civil).
Depuis le mois de mars 2015 (décret no 2015-282 du 11 mars 2015), avant l'introduction d'une procédure, tout demandeur devra justifier qu'il aura fait des démarches amiables. Appliqué au droit de la famille, la médiation est donc le préalable à la saisine du juge aux affaires familiales. Selon la Loi du 8 février 1995 : Art. 22-5. – La médiation familiale, qui a pour finalité d’apaiser le conflit et de préserver les relations au sein de la famille, est un processus structuré et confidentiel de résolution amiable des différends familiaux. Avec l’aide du médiateur familial, tiers qualifié, impartial et indépendant, les personnes tentent de parvenir à une solution mutuellement acceptable, qui tient compte de l’intérêt de chacune et de celui de leurs enfants éventuels et qui peut prendre la forme d’accords susceptibles d’être homologués par le juge.
Proposée initialement aux parents désireux de maintenir leurs rôles parentaux au-delà de la séparation, la médiation familiale s'adresse aujourd'hui à la famille dans sa diversité : parents, enfants, grands-parents, fratries, familles recomposées, entreprises familiales... concernant un questionnement dont personne ne trouve la réponse, une séparation ou une rupture, la succession, la prise en charge d'une personne âgée et/ou dépendante...
Le médiateur familial, tiers indépendant, neutre, offre, au cours d'entretiens confidentiels, un espace de dialogue, d'écoute, de respect mutuel et de concertation. La médiation familiale constitue un moyen pour chacun d'être acteur des décisions qui y seront prises, de connaître ses droits, devoirs et responsabilités, afin d'élaborer ensemble des solutions et des accords qui répondent à l'intérêt supérieur de l'enfant.

## La médiation familiale en France

### L'émergence de la médiation familiale en France
La médiation familiale vient des États-Unis et pour les Français du Canada dont les règles sur la médiation ont été élaborées avec l'aide de consultants américains. Dans la ligne d'un processus de déjudiciarisation, la médiation a été considérée comme un moyen de régler autrement les litiges en ne les soumettant pas à un Juge mais à un tiers compétent qui sera l'animateur des discussions échangées au cours d'entretiens confidentiels.
Les principes sont élaborés à l'université Harvard par les professeurs Roger Fisher, Bruce Patton et William Ury dans un livre devenu célèbre, Getting to yes, où ils proposent une stratégie édictant des règles de négociation raisonnées, fondées sur les principes qui consistent à séparer les émotions personnelles des besoins objectifs afin d’arriver à des solutions mutuellement acceptables et bénéfiques pour chacun.
La médiation familiale s'est construite en France avec des instances nationales telles que l'Association pour la médiation familiale (APMF) fondée par Annie Babu et Lorraine Filion , et la Fédération nationale de la médiation familiale (FENAMEF) , qui fédèrent les activités des promoteurs de médiation familiale telle que l'association Parents-Enfants-Médiation à Montpellier, déclarée parmi les toutes premières au début de l'année 1989. Cette association avait déposé une pétition au Parlement européen en décembre 1988, dans la mouvance de SOS Enfants du divorce qui est à l'origine, avec l'appui de la Fédération des Mouvements de la Condition Paternelle (FMCP), de la suppression de mot garde dans le code civil français en juillet 1987.
La pétition de SOS Enfants du divorce, en accord avec les demandes de nombreuses associations en France, revendiquait l'établissement de l'autorité parentale conjointe au bénéfice de tous les enfants, quel que soit le statut matrimonial des parents. Elle proposait notamment qu'une étude soit effectuée en faveur de l'élargissement des recours à la médiation familiale sur tous les territoires de la Communauté européenne.

### La professionnalisation
Des associations de médiation familiale ont demandé une reconnaissance par l'État français de leur spécialité. Les médiateurs familiaux diplômés par l'État exercent principalement au sein des structures liées à l'État (associations subventionnées, CAF, UDAF...). Le diplôme d'État de médiateur familial (DEMF) - Niv. II - Décret no 2003-1166 du 2 décembre 2003 a été récemment modifié et passé à 595 heures de cours (Modifié par arrêté du 19 mars 2012, puis modifié à nouveau par l’arrêté du 2 août 2012, publié au Journal Officiel sous le no 0194 du 22 août 2012). L'objet de contestations, notamment par la Chambre professionnelle de la médiation et de la négociation, en raison de la segmentation qu'elle implique et alors que la médiation nécessite des compétences transversales et de la connotation induite de préférence culturelle et juridique, n'a pas eu d'impact sur la création définitive du DEMF, mais a empêché que ce diplôme sanctionne une exclusivité d'intervention pour ses titulaires.
L'APMF comme la FENAMEF soutiennent que la spécificité de la médiation familiale se justifie du fait qu'au sein de la famille se jouent des relations où l'affectif joue un rôle décisif, qui a peu à voir avec ce qui se passe entre deux voisins ou, plus encore, entre deux institutions. Il est donc nécessaire d'avoir une formation qui tienne compte de cette dimension très spécifique entre les protagonistes des différends.

À la suite de son rassemblement le 20 octobre 2007, la Chambre professionnelle de la médiation et de la négociation demande l'abrogation du diplôme d'État de médiateur familial (DEMF). Cette organisation syndicale professionnelle affirme dans un communiqué : 

« La Chambre Professionnelle de la Médiation et de la Négociation, souligne le caractère sectoriel et à connotation culturelle du diplôme d’État de médiateur familial. Dans le contexte particulier qu’est la médiation, la délivrance d’un diplôme sous l’égide de l’État dénote une préférence culturelle préjudiciable à l’esprit même de la médiation. Par ailleurs, par ce diplôme « spécialisé » qui encadre un champ des difficultés et des conflits entre personnes, le traitement global de certaines situations, dont la dimension familiale n’est qu’un aspect, se voit compromis. En conséquence, elle demande l’abrogation du décret du 2 décembre 2003 et des articles R451-66 à R451-72 du code de l’action sociale et des familles instituant ce diplôme. »

Cette demande d'abrogation n'a pas été soumise aux instances d'Etat.

### Les formations
En France, le médiateur familial est un professionnel qui doit justifier du diplôme d’État créé en décembre 2003 et qui s’obtient après deux années de cours théoriques de 560 heures et un stage pratique de 105 heures effectué auprès de médiateurs familiaux.
Ce diplôme est délivré par le préfet de région. Pour être admissible à la formation, il faut être titulaire de diplômes nationaux dans le domaine social, sanitaire ou juridique ou justifier d’une expérience professionnelle. Le diplôme se prépare sur deux ans dans un établissement agréé. Il comporte un enseignement théorique de 560 heures de cours et un stage de 105 heures dont les dernières modalités pratiques ont été définies dans un arrêté du 2 août 2012. Un enseignement théorique de la médiation et du processus de médiation et d’éthique est dispensé avec des cours de droit, de psychologie et de sociologie. L’examen consiste en la soutenance d’un mémoire.
La formation se veut sérieuse et est davantage encadrée en France que dans les autres pays qui pratiquent la médiation. La formation est dispensée par un IRTS (Institut régional du travail social), des centres agréés tels que le centre de formation permanente de l'université Paris-X Nanterre ou l'Institut des sciences de la famille (Lyon). Le diplôme d'État de médiation familiale (DEMF) est obtenu avec la présentation d'un mémoire devant un jury organisé par une des DRJSCS (Direction régionale de la cohésion sociale).
Le DEMF est exigé par tous les services de médiation familiale subventionnés par l’État. Il est également obligatoire pour l'adhésion des praticiens auprès de l'APMF, Association Pour la Médiation Familiale, dont le Siège Social est situé à Paris dans le 12e arrondissement.
Des universités agréées ont mis en place des formations initiales et continues (DU de médiation, master...), soit généralistes, soit spécialisées en matière familiale. La Chambre professionnelle de la médiation et de la négociation recommande les formations généralistes et comportementalistes sur la médiation. En ce sens, elle propose un diplôme, le CAPM (Certificat d'aptitude à la profession de médiateur), ouvert à la diversité et promouvant une approche philosophique et comportementaliste des personnes physiques et morales.

## Principes généraux de la médiation familiale

### Une démarche volontaire mais aussi imposée
La démarche est avant tout volontaire et les participants doivent être d'accord sur le processus qui les implique dans la recherche d'un dialogue positif.
La Loi sur le divorce de 2004 encourage la médiation familiale et autorise le juge, après accord des parties, à ordonner la rencontre d'un médiateur pour un entretien gratuit (art. 373-2-10 du Code civil).
La Loi APIE (Autorité parentale et Intérêt de l'enfant) votée en première lecture par l'Assemblée nationale et devant le Sénat a accentué le rôle de la médiation familiale dans les litiges entre les parents concernant le droit d'accueil des enfants et les questions relatives à leur éducation, qui doivent être prises en commun. Un décret précisant les décisions à prendre en commun (résidence, école, santé...) est prévu.
Le futur article 373-2-10 du Code Civil prévoit le pouvoir du juge de proposer une médiation et d'enjoindre aux parents de rencontrer un médiateur familial pour assister à une séance d'information sur la médiation et, le cas échéant, de prendre part à des séances de médiation familiale afin de trouver un exercice consensuel de l'autorité parentale. L'intérêt supérieur de l'enfant est la priorité et la médiation familiale doit permettre aux parents de se comprendre et de pacifier leurs relations.
Il existe une médiation familiale judiciaire et une médiation familiale conventionnelle. La médiation familiale est en général abordée à l'occasion des litiges et est plutôt ordonnée par le juge, elle est alors judiciaire. Mais il est possible pour toute personne ayant un problème familial et recherchant avant tout une approche de résolution, et si possible une négociation, d'aller voir un médiateur ou une association de médiation pour lui exposer son problème. Le médiateur appréciera l'opportunité d'engager un processus de médiation.

#### L'enfant en médiation familiale

##### historique des Droits de l'Enfant
La Convention internationale des droits de l’enfant dite CIDE a été adoptée par l’Assemblée générale des Nations unies, le 20 novembre 1989. Elle est entrée en vigueur le 2 septembre 1990, après sa ratification par 20 États. Cette convention de 52 articles donne des droits civils sociaux culturels et économiques à l’enfant.
Ce mot enfant vient du latin infans, celui qui ne parle pas, c’est-à-dire l’enfant âgé de un à sept ans. L’enfant est un sujet de droit. Il a le droit d’être entendu - et donc de parler - dans toutes les procédures qui le concernent, ce qui en premier lieu s’applique aux litiges concernant l’exercice de la coparentalité, dans les situations de séparation des parents, principalement la résidence et le temps partagé, outre les questions financières, d’ordre éducatif et morales.
En 2007, le droit du mineur capable de discernement, dans toute procédure le concernant, d’être entendu par le juge a été exigé par l’article 388-1 du code civil et l’article 338-2 du code de la procédure civile. L’enfant capable de discernement est celui qui sait lire, écrire et s’exprimer. Il peut être entendu dès qu’il a l’âge de 7 à 10 ans au moins. Cette audition est de droit lorsqu'il en fait la demande. Un avocat peut lui être donné par le juge. Et cette demande d'audition peut être présentée à toute période de la procédure et même, pour la première fois, en appel.
La Loi Apie[évasif] permet de faire entendre l'enfant en médiation, ce qui sera plus aisé, moins impressionnant, pour un enfant. Le médiateur entendra l'enfant hors la présence des parents et pourra redonner sa parole telle qu'il l'aura entendue. La médiation pourra aller plus loin qu'une simple audience de comparution, relativement courte et souvent décevante pour l'enfant qui n'aura pas eu le sentiment d'avoir été compris.

### Déroulement de la médiation
Le médiateur familial doit assurer la neutralité et l'impartialité de la médiation familiale. Dès le début un contrat est passé entre les protagonistes et le médiateur familial, par lequel ils s'engagent mutuellement à respecter durant tout le processus un certain nombre d'attitudes : pas d'agression verbale, confidentialité totale, écouter l'autre, respecter l'autre...
La médiation familiale commence par un premier entretien de présentation gratuit. Plusieurs entretiens seront ensuite nécessaires pour aborder les questions que chacun se pose. Un entretien dure selon les médiateurs de 1 h 30 à 2 h 30. Le nombre limite d'entretien est généralement fixé à 10 et leur nombre varie selon les situations.

#### Nombre de séances
La Loi - code de procédure civile- prévoit une durée de médiation de trois mois renouvelable une fois. Estimant que si en six mois il n'y a pas d'accord, ce sera au juge de décider. En général, il est prévu six séances, espacées de deux à trois semaines. Une séance dure de une heure à deux heures.

#### coût de la médiation
Dans le cadre d'Associations subventionnées par la Caisse d'allocations familiales, le médiateur est salarié de l'Association et le coût pour les personnes n'est pas très important. Un médiateur privé est payé sous forme d'honoraires et le cout est variable. Mais, le coût d'une médiation est très nettement inférieur à celui d'une procédure.

### Rôle du médiateur
Le médiateur familial accompagne la famille dans des moments d'exacerbation de conflits, pour rétablir un dialogue, trouver des accords acceptables, prenant en compte l'intérêt de chacun—parents et enfants.
Lorsque les conflits familiaux envahissent toute la famille, parents, enfants et entourage proche, la distance nécessaire pour accomplir les différents rôles familiaux peut s’avérer être inaccessible. Il devient alors difficile de concilier les besoins affectifs, psychologiques et économiques de chacun.
En qualité de tiers, neutre car non engagé dans le conflit, le médiateur familial ouvre un espace préalable à la prise de distance, qui facilite une réflexion commune concernant l’élaboration de nouvelles modalités d’une organisation familiale en mutation.
Par sa formation et son expérience, il est le garant du cadre protecteur de la médiation familiale. Il est attentif tout au long de la médiation au fait que chacun participe volontairement et librement au processus et s'assure que les décisions qui sont prises le sont sans réserves sous-jacentes ou désaccords cachés. Le médiateur familial peut être amené à arrêter un processus de médiation familiale dont les protagonistes ne respectent pas ou plus l'éthique (procédure judiciaire en cours, agressivité permanente, effacement de l’autre etc.)

### Le conflit en médiation familiale
Le conflit est généralement ce qui amène les personnes en médiation familiale. Il est le reflet de l'émergence de nouveaux intérêts que les personnes expriment à travers des positions (je refuse que, je veux que...) Si ces positions servent a priori au mieux les intérêts de la personne qui les énonce, elles cachent les craintes, besoins et désirs, difficiles à exprimer. C'est à ce travail de décryptage des positions, qu'une grande partie du processus de médiation familiale sera consacré.

## La médiation familiale dans le cadre des violences conjugales
La médiation familiale est exclue dans le cas de violences conjugales. Dans cette situation, il existe d'autres services, psychologues, médiateur pénal que la médiation familial.
Un des premiers GCSMS à avoir adapté un processus aux situations de violences conjugales, processus qui se distinguera en outre de la Médiation Familiale et qui se nommera à titre expérimental : Rencontre Familiale Pénale, est le GCSMS Regain-54 de Nancy, par le biais du référent du service Jérôme Prevot, un éducateur spécialisé dans la prise en charge de victimes de violences conjugales et ayant été formé au diplôme d'État de médiateur familial.
Le service, qui existe depuis 1992, procède à ce type de Rencontres en partenariat avec le Parquet de Nancy mais tient néanmoins à distinguer les Médiations Familiales de cette manière de travailler en lien avec les violences, ainsi que des médiations pénales.
La Rencontre Familiale Pénale , dans le cadre des violences conjugales peut se faire en partenariat avec le Parquet, comme c'est le cas à Nancy, en Meurthe-et-Moselle avec un groupement de coopération social et médico-social : Regain-54 (Regroupement d'Associations d'Insertion de Nancy). Un partenariat avec le Parquet propose le processus suivant :
- La victime porte plainte, l'auteur est identifié et se retrouve en garde à vue.
- L'auteur est déféré devant le Parquet et se retrouve devant le procureur.
- L'auteur doit suivre un protocole appelé communément : protocole violences conjugales.
- Il doit se rendre dans une association d'aide aux victimes pour un entretien (enquête sociale rapide). La victime ira également à un entretien individuel.
- Le couple doit se rendre ensuite au GCSMS Regain-54 pour une rencontre familiale pénale qui leur permettra de faire le point, de vérifier la poursuite de la vie conjugale ou la séparation. De vérifier que la victime se sent « réparée » ou de l'orienter si besoin vers des services médicaux et/ou psychologiques. De vérifier que les enfants ayant vécu ou observé les violences sont pris en charge et/ou entendus.

Enfin, de vérifier que l'auteur va entrer dans un processus de soins psychologiques ou médicaux ayant trait avec ce qui semble causer sa violences (groupe de parole pour conjoints violents, prise en charge spécifique...).
À ce moment, le couple peut être réorienté vers du conseil conjugal, de la thérapie de couple, ou encore un processus de médiation familiale.
Dans le cadre où la séparation est de mise, et que la vie conjugale n'est plus envisagée, après toutes ces étapes respectées par l'auteur, un processus de médiation familiale peut être mis en place pour travailler à des accords mutuellement acceptables qui vont viser à organiser la séparation, ainsi que les différents effets du divorce.

### Avantages de la médiation familiale
- Trouver-créer ensemble un espace de communication ;
- Favoriser l'élaboration d'accords adaptés aux besoins de chacun ;
- Développer une collaboration parentale pour l'avenir : la coparentalité ;
- Prévenir les dysfonctionnements familiaux ;
- Permettre une meilleure communication familiale.

### L'accord de médiation
À l'issue du processus de médiation, les décisions prises pourront être consignées dans un protocole d'accord ou bien rester orales. Cela dépendra des choix faits par les protagonistes. Si ce protocole ou convention est rédigé en vue d'une homologation par le JAF, il devra cependant être écrit et cosigné par les médiés. Remarque : cette demande d'homologation auprès du JAF peut être saisie en dehors de toute procédure.

### Les tiers absents
Les tiers absents dans une médiation sont les personnes qui interagissent dans la dynamique familiale : 
- les enfants,
- les grands parents,
- les nouveaux conjoints,
- toute autre personne ayant sa place dans la carte familiale.

### Le temps de la médiation familiale
Parce que c'est un outil d'autodétermination, le recours à la médiation familiale conventionnelle n'est pas toujours possible, voire pertinent, comme dans le cas de déséquilibres de pouvoir entre les personnes, lorsque la séparation n'a pas encore été élaborée, dans un contexte de fragilité psychique (dépression, violences psychologiques ou physiques).
Cependant, si la médiation familiale ne peut avoir lieu maintenant, son recours peut toujours être envisagé ultérieurement.

## La médiation familiale lors de séparations conjugales
La médiation familiale ouvre aux parents en conflits un espace au sein duquel ils pourront trouver ensemble des aménagements de l'exercice de l'autorité parentale commune qui répondent au mieux des intérêts de tous.

### Son public
La médiation familiale s'adresse aux personnes mariées ou non, pacsées, en situation de rupture, de séparation, ou en voie de l'être, et aux familles recomposées. Elle peut être investie à tout moment : avant, pendant ou après une rupture ou un divorce.
En cours de procédure judiciaire, lors d'une rupture (mariage ou non), le juge peut proposer une médiation lorsque les parents ne communiquent plus ou ne parviennent pas à s’entendre sur l'organisation des conséquences de la séparation : modalités de l'exercice de l’autorité parentale conjointe, contribution à l'entretien et à l'éducation, lieu de résidence des enfants, droits de visite et d’hébergement, liquidation du patrimoine etc.
Le recours à la médiation familiale est possible dans tous les types de divorce, les séparations de fait et les ruptures de concubinage avec enfants.

### Une démarche priorisant l'intérêt des enfants
La médiation familiale telle qu'elle est souvent pratiquée, sous les obédiences confessionnelles et la psychologie, n'est pas neutre. Elle propose une orientation a priori de la solution, centrée sur l'enfant. Elle cherche à maintenir les liens familiaux et dans un contexte de séparation conjugale, à favoriser la parentalité au-delà de la rupture conjugale, en donnant la priorité à l'intérêt de l'enfant.
La médiation familiale s'appuie sur des principes d'autonomie, de responsabilité et d'autodétermination des parents et leur permet de répondre eux-mêmes à des besoins fondamentaux, tels que :
- organiser les modalités de la coparentalité,
- mieux communiquer avec l'autre,
- entretenir ou restaurer les solidarités familiales et un dialogue parental,
- préserver les droits de chacun et en particulier ceux des enfants,
- trouver des accords acceptables pour chacun.

Certains médiateurs reçoivent des enfants en médiation familiale. Le médiateur familial fera très attention à ne pas procéder à une audition de l'enfant mais bel et bien à l'accueil de sa parole. Il tiendra à cœur son rôle de médiateur pour veiller à ne pas confronter l'enfant à un conflit de loyauté et veillera, par un jeu de questions ouvertes, à accueillir ses besoins et ses ressentis.
Le médiateur familial accueille, ne recueille pas : il ne devient pas dépositaire des paroles, il constitue un passeur. Le recueil est une activité qui relève de l'expertise (enquête sociale, audition) ou de l'espace thérapeutique. Il est important de préciser aux parents que ce n'est pas l'enfant qui va décider de son avenir mais bel et bien eux-mêmes sur le travail qu'ils vont effectuer quant aux besoins et intérêts de leur enfant.
Il est préférable que le médiateur familial reçoive au préalable l'enfant seul pendant 45 à 60 minutes selon l'âge, qu'il discute avec lui de ses besoins, de ses ressentis, puis qu'il demande à l'enfant ce qu'il a besoin d'exprimer à ses parents, ce qu'il souhaite que le médiateur l'aide à formuler, mais également ce qu'il souhaite que le médiateur n'aborde pas avec les parents.
La séance suivante peut se dérouler en présence des parents et de l'enfant, mais le médiateur familial se doit d'expliquer sa démarche d'accueil de la parole. L'accueil de la parole de l'enfant en médiation familiale, s'il est fait à l'aide d'un processus visant à ne pas mettre l'enfant en position de jugement, peut être très bénéfique pour parvenir à des accords mutuellement acceptables. Il est cependant important de faire venir l'enfant en médiation lorsque le conflit entre les parents est un minimum apaisé.

### La médiation familiale judiciaire
Le juge aux affaires familiales (JAF) peut, après avoir recueilli l'accord des parties, la proposer en cas de désaccords concernant les modalités d'exercice de l'autorité parentale et de l'obligation d'entretien et d'éducation.
Un écrit des accords passés entre les protagonistes au cours de la médiation vient concrétiser les accords mutuels réglant les rapports familiaux. Il ne produira un effet de droit qu'après homologation du JAF, le protocole aura alors force exécutoire.
Pour autant seul le JAF attribue le droit en matière familiale, les accords ne concernent que les modalités d'exercice du droit en matière d'autorité parentale, c'est le principe d'indisponibilité de l'autorité parentale et de l'obligation d'entretien et d'éducation.

## La médiation familiale internationale
Ce qui caractérise la médiation familiale internationale c'est, comme en médiation familiale lors de séparations conjugales, des parents en conflits quant à l'exercice de l'autorité parentale, avec ici la particularité relative à la nationalité des parents (parfois des enfants) et dans certains cas, le risque de déplacement illicite d'enfants transfrontières.
Dans ce contexte particulier de différences interculturelles, le médiateur facilite la construction du sens autour du conjugal et de la trajectoire migratoire.
L'autre spécificité relève de l'identification de tous les acteurs présents et absents, familiaux ou institutionnels, et de la place que les médiés vont leur accorder dans leur médiation familiale internationale. Car en médiation familiale internationale le médiateur familial peut être amené à travailler au sein de pressions :
- Judiciaires : les protagonistes peuvent se référer au système de loi de leur pays, caractérisé par une organisation judiciaire autour d'acteurs, d'échéances, de procédures, tels que les avocats internationaux et les conventions internationales.
- Diplomatiques : le contexte politique pose la marge de négociation inter-nationale.

Voir la Mission d'aide à la médiation internationale pour les familles (MAMIF) et les accords internationaux qui sont mentionnés sur sa page de présentation.

#### France
- Site de coparentalité et de l'enfant en médiation http://www.mediationetcoparents.fr
- Site de l'Association pour la promotion de la médiation familiale (APMF)
- F. Ben Mrad, Médiation et Protection de l’enfance, Revue Politiques sociales et familiales, no 107, mars 2012